# Nasciturus
Nasciturus – powszechnie używany termin prawniczy określający płód w łonie matki, dziecko poczęte, a jeszcze nie  urodzone. Jest to termin łaciński, ale nie pochodzący ze źródeł rzymskich, w których występuje forma czasownikowa nascitur (powstawać, zaczynać, rosnąć, wyrastać, brać początek), pochodząca od słowa nascor (rodzić się, przychodzić na świat). Przypuszczalnie to forma czasownikowa nascitur posłużyła do konstrukcji łacińskiego terminu nasciturus. Zasada nasciturus pro iam nato habetur, quotiens de commodis eius agitur (mającego się urodzić uważa się już za urodzonego ilekroć idzie o jego korzyść) nie była tworem jurystów rzymskich, ale sformułowano ją w średniowieczu na podstawie źródeł prawa rzymskiego.

## W prawie rzymskim
Prawnicy rzymscy mieli rozbudowaną terminologię wobec dziecka poczętego, a jeszcze nie urodzonego: conceptus, postumi sui, postumi alieni, venter, qui in utero est, qui nasci spera(n)tur oraz partus. Płód poczęty, ale jeszcze nie urodzony nie był uważany za odrębną osobę, ale część organizmu matki. Dziecku poczętemu umożliwiano jednak, jeżeli przyszło na świat żywe, uzyskanie uprawnień, uznając je za już urodzone, ilekroć chodziło o jego korzyści majątkowe. Miało to znaczenie głównie w prawie spadkowym – jeśli spadkobierca był już w chwili spadkobrania poczęty, mógł, o ile następnie urodził się żywy, dziedziczyć po spadkodawcy. Dziecko poczęte, a jeszcze nie urodzone, nie miało zatem pełnej podmiotowości prawnej, ale jedynie rodzaj ograniczonej podmiotowości prawnej, swego rodzaju podmiotowość prawną majątkową, skutkiem czego rezerwowano warunkowo uprawnienia poczętemu, co pozwalało zachować wszystkie korzyści nabyte od momentu poczęcia aż do czasu urodzenia dziecka.
Dla ochrony praw majątkowych osoby poczętej, lecz nie urodzonej można było powołać kuratora (łac. curator ventris).

## W prawie współczesnym
Pozycja prawna dziecka poczętego od wieków rodzi liczne kontrowersje. Na ogół reguluje się ją według jednej z dwóch metod. Pierwsza polega na przyznaniu dziecku poczętemu ogólnej zdolności prawnej, pod warunkiem, że urodzi się żywe (np. prawo austriackie, szwajcarskie, węgierskie, czeskie i słowackie). Druga metoda polega na przyznaniu dziecku poczętemu warunkowej możności nabycia jedynie określonych praw (lub nabycia praw i obowiązków na określonej drodze), czyli na przyznaniu zdolności w ograniczonym zakresie (np. prawo francuskie, niemieckie, rosyjskie i polskie). Zasadnicze znaczenie mają w tym przypadku przepisy przyznające dziecku poczętemu możliwość dziedziczenia pod warunkiem, że się urodzi żywe (lub także zdolne do życia). Istnieją również takie porządki prawne, w których brak jest przepisów regulujących sytuację prawną dziecka poczętego, ale sądy tych państw postępują niejednokrotnie tak, jak gdyby takie przepisy istniały, co skutkuje wytworzeniem się norm zwyczajowych.

### We współczesnym prawie polskim
W polskim kodeksie cywilnym szereg przepisów dotyczy wprost dziecka poczętego, dopuszczając warunkową możność nabycia przez nasciturusa określonych praw lub możność nabycia praw i obowiązków na określonej drodze. W myśl art. 927 § 2 Kodeksu cywilnego dziecko w chwili otwarcia spadku już poczęte może być spadkobiercą, jeżeli urodzi się żywe. Zgodnie z art. 446(1) Kodeksu cywilnego z chwilą urodzenia dziecko może żądać naprawienia szkód doznanych przed urodzeniem. Prawo dopuszcza też ukształtowanie stanu cywilnego dziecka poczętego. Artykuł 75 Kodeksu rodzinnego i opiekuńczego przewiduje możliwość uznania ojcostwa przed urodzeniem się dziecka już poczętego. Zgodnie z art. 55 ust. 4 ustawy Prawo prywatne międzynarodowe uznanie dziecka poczętego lecz nienarodzonego podlega prawu ojczystemu matki z chwili uznania. Z kolei w art. 182 Kodeksu rodzinnego i opiekuńczego przewidziano ustanowienie kuratora dla dziecka poczętego, lecz jeszcze nieurodzonego, jeżeli jest to potrzebne do strzeżenia przyszłych praw dziecka. Kuratela ustaje z chwilą urodzenia się dziecka.